# Ctenotus robustus
Ctenotus robustus là một loài thằn lằn trong họ Scincidae. Loài này được Storr mô tả khoa học đầu tiên năm 1970.

## Hình ảnh

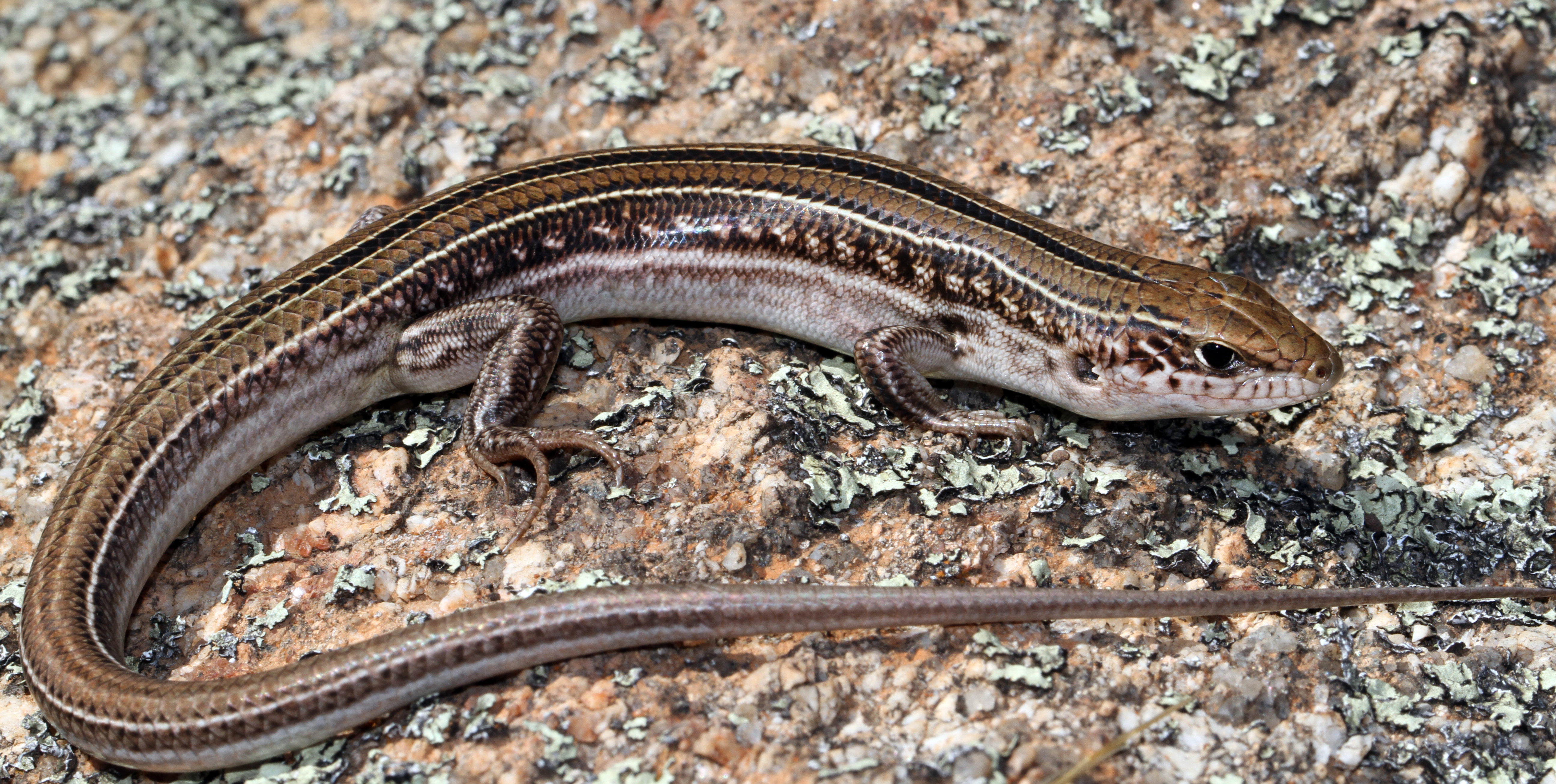